# Carinodrillia
Carinodrillia is een geslacht van weekdieren uit de klasse van de Gastropoda (slakken).

## Soorten
- Carinodrillia adonis Pilsbry & Lowe, 1932
- Carinodrillia alboangulata (E. A. Smith, 1882)
- Carinodrillia apitoa Corea, 1934
- Carinodrillia braziliensis (E. A. Smith, 1915)
- Carinodrillia buccooensis Nowell-Usticke, 1971
- Carinodrillia dariena Olsson, 1971
- Carinodrillia dichroa Pilsbry & Lowe, 1932
- Carinodrillia halis (Dall, 1919)
- Carinodrillia hexagona (Sowerby I, 1834)
- Carinodrillia lachrymosa McLean & Poorman, 1971
- Carinodrillia mamona Corea, 1934
- Carinodrillia quadrilirata (E. A. Smith, 1882)
- Carinodrillia suimaca Corea, 1934